# Vörös Csillag Traktorgyár
A Vörös Csillag Traktorgyár (rövidítve: VCST) budapesti székhelyű állami vállalat volt, amely a kispesti Hofherr és Schrantz Gépgyár államosításával jött létre.

## Története
1948-ban Hofherr Schrantz Traktorgyár N.V. K.F. néven nemzeti vállalattá alakították a Hofherr-Schrantz-Clayton-Shuttleworth Magyar Gépgyári Művek Rt. kispesti gyárát.  Az állami vállalat élére a később iparügyi miniszterré kinevezett Zsofinyecz Mihály került, aki 1948 és 1949 között a gyár munkásigazgatója, majd vezérigazgatója. A vállalat elnevezése előbb Hofherr Schrantz Traktorgyárra, majd 1951. november 21-től Vörös Csillag Traktorgyárra változott. A gyárban a második világháborús károk felszámolása után 1950-ben indult újra a termelés. A Dutra márkanevet viselő mezőgazdasági vontatók a gyár keresett exportcikkei voltak. 

### A Rába leányvállalataként
A Vörös Csillag Traktorgyárat 1973. június 30-i hatállyal a győri Rába Magyar Vagon- és Gépgyárhoz csatolták. A traktorgyártást 1975-től a Rába Magyar Vagon- és Gépgyár vette át. 2001-ig itt készült a Dutra utáni másik legendás hazai traktortípus: a Rába-Steiger és a Rába 320. Ezután előbb leányvállalatként, majd pedig 1992-től a Rába Magyar Vagon és Gépgyár Rt. budapesti fióktelepeként működött. 2006. szeptember 12-én felszámolási eljárás kezdődött a cég ellen, amely 2010-ben zárult le.

## Dutra taktorok
Vastag betűvel jelölt modellek gyártásra kerültek és elterjedten használták őket.

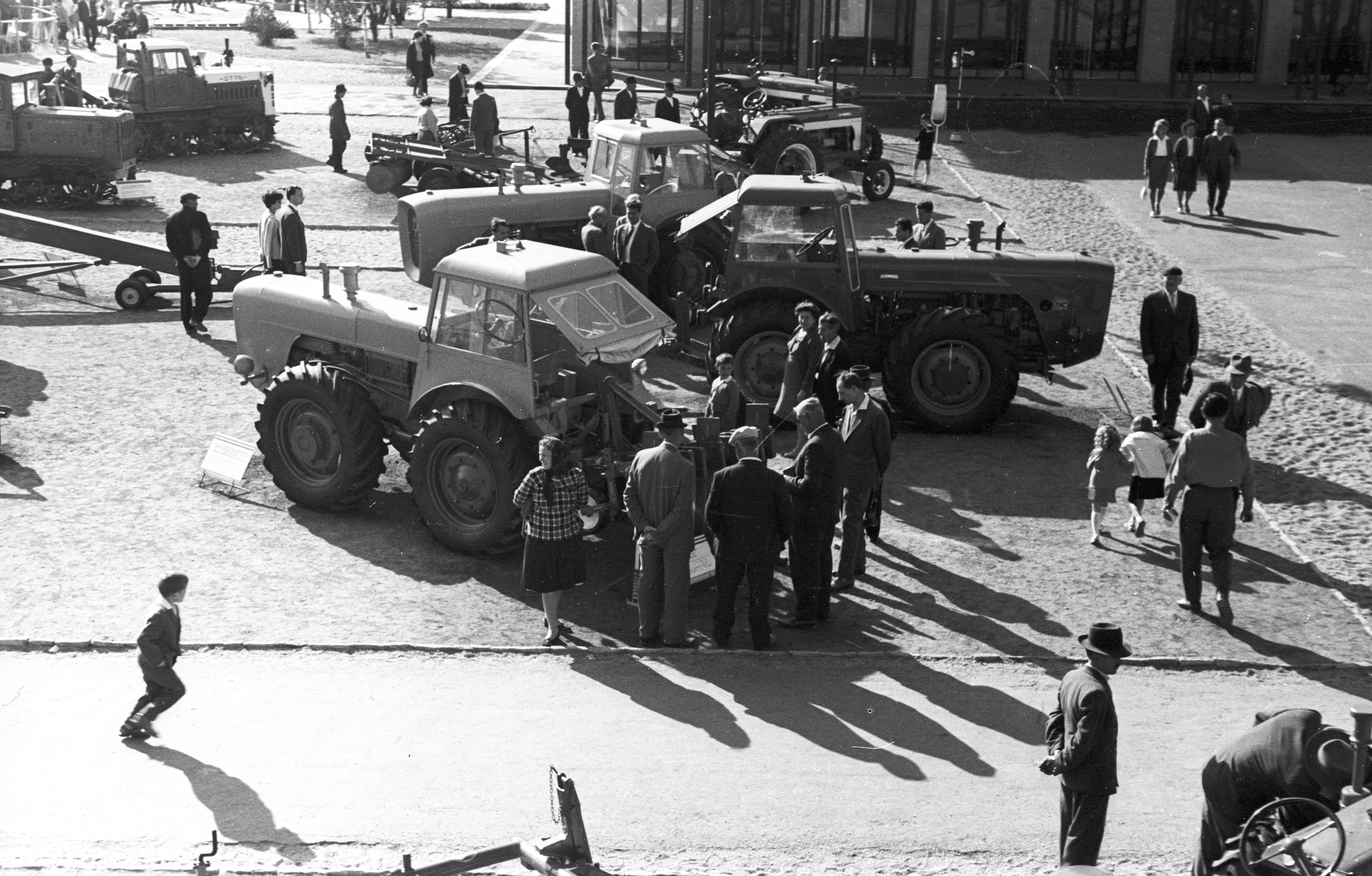
Dutra traktorok bemutatkozása a budapesti Mezőgazdasági Kiállításon

| Modell       | Teljesítmény | Év          | Megjegyzés                  |  |
| ------------ | ------------ | ----------- | --------------------------- |  |
| G-35         | ? LE         | 1943 -      | a Hofherr minta alapján     |  |
| GS-35        | ? LE         | 1943 – 1956 | .                           |  |
| DT–413       | 60 LE        | 1958 -      | lánctalpas, DT–54 alapján   |  |
| DL-60        | 60 LE        | 1958 -      | lánctalpas prototípus       |  |
| DL-70        | 70 LE        | 1958 -      | lánctalpas prototípus       |  |
| UH-28        | ? LE         | 1960        | prototípus                  |  |
| UH-40        | ? LE         | 1960 – 1962 | hidastraktor, 50 db         |  |
| U-28         | 28 LE        | 1958 -      | típuscsalád                 |  |
| UA-28        | 28 LE        | 1958 – 1970 | univerzális változat        |  |
| UB-28        | 28 LE        | 1958 – 1970 | mezőgazdasági változat      |  |
| UC-28        | 28 LE        | 1958 – 1970 | ipari változat              |  |
| UD-28        | 28 LE        | 1958 – 1970 | első ikerkerekes változat   |  |
| UE-28        | 28 LE        | 1958 – 1970 | .                           |  |
| UE-28 export | 28 LE        | 1960 – 1965 | .                           |  |
| 1000         | 90 LE        | 1972 – 1975 | min. 12 széria              |  |
| 1100         | 110 LE       | 1973 – 1975 | prototípus                  |  |
| 1300         | 130 LE       | 1973 – 1975 | prototípus                  |  |
| 4000 (UE-35) | 90 LE        | 1968 – 1970 | prototípus                  |  |
| 4010 (UB-35) | ? LE         | 1968 – 1970 | prototípus                  |  |
| 4020 (UC-35) | ? LE         | 1968 – 1970 | prototípus                  |  |
| 4400 (UE-50) | 90 LE        | 1968 – 1970 | prototípus                  |  |
| 4620         | 90 LE        | 1969        | terv alapján máshol gyártva |  |
| 4650         | ? LE         | 1968 – 1970 | prototípus                  |  |
| 4652         | 90 LE        | 1968 – 1970 | prototípus                  |  |
| 4654         | 110 LE       | 1968 – 1970 | prototípus                  |  |
| D4K-A        | 65 LE        | 1960 – 1965 | .                           |  |
| D4K-B        | 90 LE        | 1964 – 1972 | .                           |  |

## Nevezetes konstruktőrei és gyártmányai
- 1946-1951 között Korbuly János[4] a gyár főmérnöke, később tanácsadója. A Dutra D4K traktor kifejlesztéséért 1963-ban (Rhorer Emil főkonstruktőrrel közösen) Kossuth-díjat kapott.[5] 1956-tól a gyár műszaki fejlesztésében meghatározó szerepet töltött be.
- Rhorer Emil főkonstruktőr az itt végzett munkájáért és a D4K traktor kifejlesztéséért 1963-ban Kossuth-díjat kapott.[5]
- A Vörös Csillag Traktorgyár mint állami vállalat első modelljeinek egyike a Dutra DR–50 dömper lett, amelyet a Járműfejlesztési Intézetben (JÁFI) fejlesztettek ki az 1950-es évek elején. A cél egy könnyen, olcsón és tömegesen gyártható, egyszerű, igénytelen teherszállító jármű kialakítása volt, amely a világháború utáni újjáépítés igényeit ki tudta elégíteni. A gyár 1955-ben kezdte el a sorozatgyártást, amely 1966-ig folyt. A traktorokat külföldön a MOGÜRT külkereskedelmi vállalat forgalmazta.
- Dutra DT–413 a szovjet DT–54 lánctalpas traktor módosított változata volt, amely az 1950-es évek elejétől készült.

## A Dutra név eredete
Az angol dumper és a magyar traktor összevonásából született. 